# Droga simpaticomimética

Epinefrina

Norepinefrina

Drogas simpaticomiméticas ou aminas simpaticomiméticas são substâncias que imitam os efeitos do hormônio epinefrina (adrenalina) e do hormônio/neurotransmissor norepinefrina (noradrenalina). Estas drogas aumentam a pressão sanguínea e são bases fracas.
Diversas substâncias podem causar estimulação do sistema nervoso central (SNC), como a cafeína e a estricnina. Na prática clínica, as drogas usadas para se obter tal efeito são as chamadas aminas simpaticomiméticas, que são definidas como as catecolaminas endógenas e drogas que reproduzem seus efeitos.
Os três principais simpaticomiméticos utilizados atualmente na prática clínica são a dextroanfetamina, o metilfenidato e a pemolina; e suas principais indicações são transtorno do déficit de atenção com hiperatividade (TDAH) e a narcolepsia.

## Histórico
A anfetamina já era usada em meados de 1880 para manter soldados bávaros acordados e prontos para o combate. Também foi muito utilizada durante a Segunda Guerra Mundial e em pilotos da Guerra do Golfo.
A anfetamina passou pela sua primeira investigação laboratorial no início da década de 30, quando se constatou que seu isômero dextrógiro, a dextroanfetamina, era capaz de suprimir o apetite, aumentar a vigilância e a atenção, além de melhorar o rendimento físico e psíquico de indivíduos submetidos a tal droga. Desde então a anfetamina recebeu diversas indicações clínicas como o tratamento de narcolepsia, parkinsonismo pós-encefalítico, epilepsia, envenenamento por barbitúricos e depressão. Em 1940, foi indicada para o tratamento de “estados psicopáticos e delinquência”. Em 1950, a anfetamina perde uma das suas principais indicações, o tratamento da depressão. Isto se deu devido ao surgimento de duas novas classes de drogas mais seguras e com melhor eficiência no tratamento deste transtorno, os antidepressivos tricíclicos e os inibidores da monoamina oxidase (IMAO).
Em 1970 o U.S. Food and Drug Administration (FDA) inclui na classe II ("Schedule II") simpaticomiméticos como o metilfenidato.

## Química
A anfetamina, uma fenilisopropilamina, possui uma estrutura química bastante semelhante a das catecolaminas como a dopamina e a norepinefrina, mas diferente destas, a anfetamina é capaz de atravessar a barreira hemato-encefálica. Seu isômero dextrógiro, a dextroanfetamina é 3 a 4 vezes mais potente, em relação a alteração comportamental, que a anfetamina.

## Indicações
Atualmente, o uso de psicoestimulantes só está indicado em duas situações clínicas: o distúrbio do défice de atenção com ou sem hiperatividade em crianças e a narcolepsia. Existem ainda outros transtornos onde o uso de psicoestimulantes pode trazer benefícios ao paciente.

## Avaliação pré-tratamento e contraindicações
Antes de se iniciar a terapia com simpaticomiméticos, deve-se realizar um exame físico detalhado, avaliando principalmente a frequência e o ritmo cardíaco e a pressão arterial. Estas drogas devem ser administradas com cautela a pacientes hipertensos, sempre mantendo um acompanhamento cuidadoso. Os estimulantes devem ser evitados em pacientes com taquiarritmias. Crianças com tiques motores ou vocais ou movimentos discinéticos também não devem receber tais drogas, uma vez que elas podem agravar tais distúrbios.
No caso da pemolina, deve-se solicitar um teste de função hepática antes do início do tratamento, uma vez que ele pode causar alterações de função hepática, devendo assim ser evitado em pacientes hepatopatias. Tanto o metilfenidato quanto a dextroanfetamina podem ser administrada a estes pacientes, sendo que sua dose deve ser reduzida, tendo-se especial cuidado com a primeira droga, cuja  metabolização é fundamentalmente hepática. Esta característica torna o metilfenidato a droga de escolha para pacientes com insuficiência renal.
Estas drogas, por serem lipofílicas, atravessam a barreira placentária, devendo seu uso ser evitado em gestantes.

## Principais efeitos adversos
Anorexia e dispepsia, perda de peso, retardo do crescimento, tonteiras, insônia e pesadelos, disforia, efeito rebote, tiques, síndrome delirante alucinatória.